# ديمقراطية الإنترنت
ديمقراطية الإنترنت (بالإنجليزية: Internet democracy)‏ مصطلح مشتق من الديمقراطية الإلكترونية، ويتعلق هذا المصطلح خاصة بالمفاهيم والمشاريع التي تركز على استخدام الإنترنت، ويشير إلى التنظيم الذاتي للإنترنت، مع تطوير التكنولوجيات المكونة له من خلال «توافق الآراء وتشغيل شفرة» ومجالس الخبراء، كذلك يشير إلى المشاركة من مستخدمي الإنترنت في جميع أنحاء العالم على شكل هيئات غير حكومية والتي تقوم بوضع سياسات الإنترنت أو ما يسمى بعقد التأمين والتي تقوم بحماية المعلومات الشخصية للمستخدم وكيف يمكن استخدام هذه المعلومات الشخصية وغيرها من الوظائف.